# 中学数学实验教材
中学数学实验教材，是中國在部分重點中學，自1980年代至1990年代初進行教學實驗所使用的一套數學教材。

## 編寫過程
本教材是根據時為加州伯克利大學數學系教授項武義所提出的《关于中学实验数学教材的设想》，由教育部委托北京師範大學、中國科學院數學研究所、人民教育出版社、北京師範學院、北京景山學校等單位組成領導小組，組織「中学数学实验教材编写组」編寫。1979年7月教材完稿，印成試教本，9月起在全國數個中學實驗班試教，再進行修改後，在1981年至1986年正式出版，作為實驗教材。在編寫和修訂過程中，項武義曾數次詳細修改原稿，並提出意見。他還曾親身往中學考察，到實驗班聽課，與教師和學生交流。

## 教材編排
全套教材有六冊，分為代數、幾何、分析三科，建議教學順序為：初一至初二同時學代數及幾何，初三學分析，高一至高二同時學代數（包括概率和統計）及幾何，高三學微積分。這套教材的內容，選取傳統數學中的最基礎部分，無論理論上、應用上和思想方法上都是基本的。對於理論上和應用上有一定作用，但缺少發展餘地，或無實用價值和普遍意義，或重複繁瑣的內容，都有較大刪減，例如幾何難題、立體幾何的作圖、體積、表面積、因式分解、對數計算等。
項武義自1970年代台灣地區引進新數學運動時已表明反對，故此他提出編寫教材的指導原則是「精簡實用，返璞歸真，深入淺出，順理成章」，從實際問題出發，逐步精簡得出理論，着重於數學的「通性、通法」，教學生基礎數學的本質，不能像「新數學」拘泥於抽象形式，並且要遵照數學的歷史發展和人類認識的演進，來處理數學題材。

## 教材目錄
- 第一册：代數

上冊
- 第一章：有理數系
- 第二章：一次方程式
- 第三章：一元二次方程

下冊
- 第四章：多項式的四則運算
- 第五章：因式分解與餘式定理
- 第六章：分式與根式
- 第七章：代數運算的初步應用

- 第二冊：幾何

上冊
- 第一章：實驗幾何
- 第二章：集合與簡易邏輯
- 第三章：直線形

下冊
- 第四章：圓
- 第五章：軌迹與作圖
- 第六章：三角比與角邊關係

- 第三冊：函數

上冊
- 第一章：指數概念普遍化與對數
- 第二章：直線、平面坐標化
- 第三章：不等式和解不等式
- 第四章：函數及其圖象
- 第五章：二次函數

下冊
- 第六章：任意角有三角函數
- 第七章：三角函數的圖象和性質

- 第四冊：代數

上冊
- 第一章：兩角和與差的三角函數
- 第二章：線性方程組
- 第三章：多項式的基礎理論
- 第四章：多項式的根

下冊
- 第一章：數列和數列求和
- 第二章：實數
- 第三章：數列的極限
- 第四章：單變量函數
- 第五章：反三角函數與簡單三角方程的解法
- 第六章：指數函數與對數函數

- 第五冊：幾何

上冊
- 第一章：直線和平面
- 第二章：柱、錐、台、球
- 第三章：向量與向量運算
- 第四章：向量幾何初步

下冊
- 第五章：向量的坐標運算、直線與圓
- 第六章：圓錐曲線
- 第七章：極坐標與參數方程
- 第八章：空間解析幾何初步

- 第六冊：微積分初步

上冊
- 第一章 複數繫
- 第二章 排列與組合 二項式定理
- 第三章 概率論初步
- 附錄 統計學簡介

下冊
- 第一章：函數的極限和連續函數的性質
- 第二章：變率和微商
- 第三章：求函數從a到b的和與積分
- 第四章：微積分學基本定理

## 書目
- 中学数学实验教材编写组.  第一版. 北京: 北京师范大学出版社. 1981-03. CSBN 7243·7.
- 中学数学实验教材编写组.  第一版. 北京: 北京师范大学出版社. 1981-09. CSBN 7243·40.
- 中学数学实验教材编写组.  第一版. 北京: 北京师范大学出版社. 1982-07. CSBN 7243·65.
- 中学数学实验教材编写组.  第一版. 北京: 北京师范大学出版社. 1982-11. CSBN 7243·48.
- 中学数学实验教材编写组.  第一版. 北京: 北京师范大学出版社. 1983-06. CSBN 7243·128.
- 中学数学实验教材编写组.  第一版. 北京: 北京师范大学出版社. 1983-07. CSBN 7243·129.
- 中学数学实验教材编写组.  第一版. 北京: 北京师范大学出版社. 1984-06. CSBN 7243·229.
- 中学数学实验教材编写组.  第一版. 北京: 北京师范大学出版社. 1985-05. CSBN 7243·267.
- 中学数学实验教材编写组.  第一版. 北京: 北京师范大学出版社. 1984-06. CSBN 7243·230.
- 中学数学实验教材编写组.  第一版. 北京: 北京师范大学出版社. 1985-05. CSBN 7243·268.
- 中学数学实验教材编写组.  第一版. 北京: 北京师范大学出版社. 1986-05. CSBN 7243·415.
- 中学数学实验教材编写组.  第一版. 北京: 北京师范大学出版社. 1986-05. CSBN 7243·416.

## 附注
1. ↑  也有人稱項武義沒有參與教材編訂工作。[2]

## 外部鏈結
- .   [2023-08-02]. （原始内容存档于2023-08-03）.
- . 豆丁网.   [2023-08-02]. （原始内容存档于2023-08-03）.
- 储召生. . 中国教育和科研计算机网. 2005-10-21  [2023-08-03]. （原始内容存档于2023-08-03）.

GitHub上的重排教材項目：
- GitHub上的math1頁面
- GitHub上的math2頁面
- GitHub上的math3頁面
- GitHub上的math4頁面
- GitHub上的math5頁面
- GitHub上的math6-1頁面
- GitHub上的math6-2頁面